# Dislèxia
La dislèxia és un trastorn específic de l'aprenentatge de base neurobiològica que afecta la capacitat de llegir i escriure de manera fluida i precisa. Es basa en la dificultat d'identificar, comprendre i reproduir els símbols escrits.
Es manifesta, entre d'altres, perquè la lectura de paraules no és global, sinó síl·laba a síl·laba o fins i tot so a so; l'omissió, substitució o la inversió de lletres. Es pot manifestar en la dificultat d'agafar la paraula globalment a primer cop d'ull, i un desxifratge lletra per lletra. A l'hora d'escriure, es pot presentar disgrafia (dificultat en la cal·ligrafia) i per errades d'ortografia natural i d'ortografia arbitrària.
La dislèxia és el trastorn d'aprenentatge més estudiat, afecta per igual a tots els gèneres i és un trastorn hereditari: el 40% dels germans i entre un 30% i un 50% de pares o mares d'un infant dislèctic també ho són. És persistent, és a dir, és presenta en totes les etapes de la vida, tot i que sovint les persones dislèctiques poden acabar llegint i escrivint amb normalitat.
Les persones amb dislèxia poden presentar diverses dificultats en l'aprenentatge lectoescriptor. Per exemple, en la consciència fonològica, és a dir, problemes per identificar i manipular els sons que formen les paraules.
També poden tenir problemes en la descodificació, és a dir, dificultat per associar lletres amb els seus sons corresponents, i errors ortogràfics freqüents (substitució, omissió o inversió de lletres en escriure), així com lentitud en la lectura i escriptura. Això els pot suposar dificultats en la memòria de treball i problemes per retenir i manipular informació verbal a curt termini.

## Tipus de dislèxia

### Dislèxia fonològica
És aquella que té la via fonològica afectada, i es caracteritza per:
1. No haver correspondència so-grafia.
2. Només s'empra la via lèxica: l'alumne/a llegeix per analogia (converteix una paraula desconeguda en una paraula coneguda)
3. L'alumne/a simplifica la paraula
4. Aprofita els elements més familiars. Per exemple, l'alumne/a llegiria “dormien” per “dormirien”.
5. Aprofita la informació contextual.

En general, es pot detectar analitzant el registre de la lectura de l'alumne/a i comprovant que no n'hi ha correspondència so-grafia.

### Dislèxia de superfície
És aquella que té la via lèxica afectada, i es caracteritza per:
1. N'hi ha correspondència so-grafia.
2. L'alumne/a comet errades en paraules estrangeres.
3. Tarda el mateix temps en llegir paraules familiars que desconegudes.
4. Té problemes de fluïdesa.
5. Perd el sentit global del text: problemes de comprensió

Exemple rotació

En general, es pot detectar analitzant el registre de la lectura de l'alumne/a i comprovant que s'ha realitzat una lectura sil·làbica.
Les errades més comunes que fa una persona dislèxica de superfície són:
- Rotacions
- Inversions
- Confonen els fonemes, i els substitueixen
- OmissionsExemple d'omissió

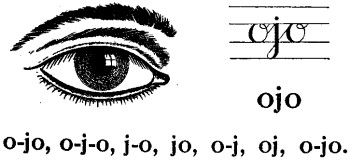
Exemple d'omissió

- Contaminació: usen totes les lletres, però les ajunten de manera errònia.
- Dissociacions: fragmenten erròniament les paraules.

## Intervenció
Cal decidir si es vol intervenir en la via afectada, pel que, es treballa el dèficit, o si, al contrari, es vol compensar la via afectada amb la via que té millor conservada. El següent quadre detalla allò que s'ha de treballar segons la via afectada i/o conservada:
|                | VIES AFECTADES                                                                                        | VIES CONSERVADES                                                    |
| -------------- | --- | ------------------------------------------------------------------- |
| Via fonològica | 1. Prendre consciència fonològica 2.Treballar la correspondència so-grafia 3.Automatització de regles | 1. Lectura conjunta                                                 |
| Via lèxica     | 1. Lectura conjunta 2. Adaptar el text a les paraules que coneix,i anar augmentant el seu repertori   | 1.Treballar la correspondència so-grafia 2.Automatització de regles |